# Alexandre Baron
Ne doit pas être confondu avec Alex Barros, pilote de vitesse moto brésilien
Alexandre Baron, né le 6 décembre 1994 à Narbonne (Aude), est un pilote automobile français d'Indy Lights.

## Biographie
Après le karting, le jeune pilote français concourt au Championnat de F4 française dès 2012 et le remporte avec 9 victoires sur 13, devant Tirman et Gachet. En 2013, il est promu en Eurocup Formula Renault 2.0 et suit un programme parallèle au Championnat Nord-Européen de Formule Renault 2.0. Après 8 courses, Alexandre quitte ces compétitions. En automne de la même année, il s'exile outre-Atlantique, aux États-Unis, participer au US F2000 National Championship, 4e division du "Road to Indy". Il y fait quatre courses avec Belardi Auto Racing et y remporte deux victoires,.
En 2014, il signe avec Belardi Auto Racing pour la saison 2014 de l'Indy Lights. Il signe sa première pole position à Toronto, le 19 juillet 2014. Le lendemain, il remporte sa première victoire dans la catégorie devant Gabby Chaves et Jack Harvey. Cette victoire est d'ailleurs suivie de la victoire du Français Sébastien Bourdais en IndyCar Series. Depuis cette victoire, il ne court plus en sport automobile.

## Carrière
- 2012
  - Champion de F4 française avec 9 victoires.

- 2013
  - 8 départs en Eurocup Formula Renault 2.0
  - 5 départs en Formula Renault 2.0 Northern European Cup
  - 4 départs en U.S. F2000 National Championship avec 2 victoires.

- 2014
  - 7 départs en Indy Lights avec 1 victoire.

## Résultats

### Indy Lights
| Année | Écurie              | 1      | 2     | 3     | 4     | 5     | 6     | 7      | 8   | 9      | 10  | 11  | 12  | 13  | 14  | Rang | Points |
| ----- | ------------------- | ------ | ----- | ----- | ----- | ----- | ----- | ------ | --- | ------ | --- | --- | --- | --- | --- | ---- | ------ |
| 2014  | Belardi Auto Racing | STP 10 | LBH 6 | ALA 5 | ALA 2 | IND 5 | IND 3 | INDY 7 | POC | TOR 1° | MDO | MDO | MIL | SNM | SNM | 7e*  | 261*   |

* Saison en cours
° Pilote ayant parcouru le plus de tours en tête.